# Municipio de North (condado de Woodson)
El municipio de North (en inglés, North Township) es un municipio del condado de Woodson, Kansas, Estados Unidos. Tiene una población estimada, a mediados de 2023, de 56 habitantes.

## Geografía
Está ubicado en las coordenadas 37°58′39″N 95°53′40″O / 37.97750, -95.89444. Según la Oficina del Censo, tiene una superficie total de 166.82 km², de los cuales 165.72 km² corresponden a tierra firme y 1.10 km² están cubiertos de agua.

## Demografía
Según el censo de 2020, en ese momento había 60 personas residiendo en la zona. La densidad de población era de 0.36 hab./km². El 96.67 % de los habitantes eran blancos y el 3.33% eran de una mezcla de razas. No había hispanos o latinos viviendo en la región.